# René Souchon
René Souchon (Le Malzieu-Ville, 12 marzo 1943) è un politico francese.

## Biografia

### Formazione e carriera professionale
Titolare di una licenza in psicologia nel 1965, di un master in storia moderna e contemporanea e geografia generale l'anno successivo e di un diploma di Stato in consulente di orientamento scolastico e professionale, René Souchon è stato successivamente consigliere di orientamento dal 1967, direttore del Centre d'information et d'orientation d'Aurillac nel 1973, ispettore dell'informazione e dell'orientamento nel 1977, ispettore capo della formazione tecnica nel 1989 e infine ispettore generale dell'agricoltura nel 1990.

### Carriera politica

#### Sindaco, deputato e membro del governo nazionale
Membro del Partito Socialista (PS) dal 1971, René Souchon è stato sindaco di Aurillac dal 1977 al 1995. È stato eletto deputato di Cantal durante un'assemblea legislativa parziale nel novembre 1980 in seguito alle dimissioni di Augustin Chauvet (RPR). È stato rieletto per la VII legislatura nel 1981 prima di lasciare il suo seggio due anni dopo per entrare nel governo. Sotto il III governo di Pierre Mauroy e poi in quello di Laurent Fabius, fu Segretario di Stato presso il Ministro dell'agricoltura, incaricato dell'agricoltura e delle foreste. Il 4 aprile 1985, dopo le dimissioni di Michel Rocard, diventa Ministro delegato incaricato dell'agricoltura e delle foreste. Nel 1986 viene eletto deputato per l'VIII legislatura e mantiene il suo mandato fino allo scioglimento del 1988.
Sconfitto alle elezioni comunali del giugno 1995 dal suo ex vice Yvon Bec, è tornato alla guida di sindaco dopo le elezioni del marzo 2001.

#### Consiglio regionale
Nel marzo 2004, dopo la vittoria della sinistra alle elezioni regionali, diventa primo vicepresidente del consiglio regionale dell'Alvernia con delega allo sviluppo, all'assetto territoriale e alla politica contrattuale.
Dopo la morte di Pierre-Joël Bonté, ha assunto l'incarico ad interim, prima di essere eletto presidente del Consiglio regionale il 13 febbraio 2006. Poiché il cumulo è vietato, lascia le sue funzioni di sindaco di Aurillac ed è sostituito dal suo primo vice, Alain Calmette.
Si è candidato per la rielezione alle elezioni regionali del marzo 2010. La lista da lui guidata è stata rinnegata internamente dal 56% degli attivisti socialisti di Puy-de-Dôme ma è stata infine convalidata dalle autorità nazionali del PS dopo alcune modifiche nella sua composizione.
Al primo turno elettorale del 14 marzo, la lista PS che guida in Alvernia raggiunge il 28,02% e si posiziona al secondo posto leggermente dietro la lista UMP con il 28,72%. Al secondo turno del 21 marzo, la sua lista si è fusa con quelle del Fronte di Sinistra e di Europa Ecologia e ha vinto le elezioni con il 59,68% dei voti davanti all'UMP che ha totalizzato il 40,32%. Il 26 marzo è stato rieletto presidente.
L'8 aprile 2015, René Souchon ha annunciato il suo ritiro dalla vita politica alla fine dello stesso anno e non si è candidato alle elezioni regionali e ha sostenuto la candidatura di Jean-Jack Queyranne alla presidenza della regione Alvernia-Rodano-Alpi. Più che la sua età, adduce come motivo della sua rinuncia l'impossibilità di formare un'unione della sinistra solida. Secondo lui, un ciclo iniziato nel 1972, amplificato nel 1981 con l'elezione di François Mitterrand, si è concluso con le elezioni dipartimentali del 2015.

### Altre funzioni
Ex membro del Comitato presidenziale per la caccia, dal 1991 al 1996 ha presieduto il Consiglio di amministrazione dell'Ufficio nazionale delle foreste (ONF).
Inoltre, è stato presidente della sezione di relazioni esterne del Conseil économique, social et environnemental dal 1999 al 2004, membro del comitato direttivo dell'Association des maires de France dal 2001 al 2006 e vicepresidente della fédération des maires des villes moyennes, che da allora è diventata la Fédération des villes de France, tra il 2004 e il 2006.